# Sphex rufiscutis
Sphex rufiscutis är en biart som först beskrevs av Rowland Edwards Turner 1918.
Sphex rufiscutis ingår i släktet Sphex och familjen grävsteklar.

## Underarter
Arten delas in i följande underarter:
- Sphex rufiscutis laevigatus
- Sphex rufiscutis rufiscutis